# بيتر أرميتاج
بيتر أرميتاج (بالإنجليزية: Peter Armitage)‏ هو إحصائي متخصص في الإحصائيات الطبية من مواليد 15 يوليو عام 1924 حاصل على رتبة الإمبراطورية البريطانية.
التحق بيتر أرميتاج بكلية هيدرسفيلد، ثم درس الرياضيات في كلية الثالوث بكامبريدج. ينتمي بيتر إلى جيل من علماء الرياضيات الذين وصلوا إلى مرحلة النضج خلال فترة الحرب العالمية الثانية. وانضم إلى وكالة شراء الأسلحة، ووزارة التموين حيث عمل على مشاكل إحصائية مع جورج بارنارد.
استأنف بيتر دراسته بعد الحرب وعمل بعد ذلك كإحصائي في مجلس البحوث الطبية بالمملكة المتحدة من عام 1947إلى عام 1961. كما عمل بيتر كأستاذ للإحصاءات الطبية من عام 1961 إلى عام 1966 في كلية لندن للصحة والطب المداري حيث خلف أوستن برادفورد هيل. وانتقل بعد ذلك إلى أكسفورد ليصبح أستاذًا للبيولوجيا، وأصبح أستاذ الإحصاء التطبيقي ورئيس قسم الإحصاء الجديد حتى تقاعد في عام 1990. كما شغل منصب رئيس جمعية الإحصاء الملكية من عام 1982 إلى عام 1984. وأصبح رئيس الجمعية الدولية للإحصاء الحيوي السريري من عام 1990إلى 1991. يعمل الآن رئيس تحرير موسوعة الإحصاء الحيوي. ويعيش في والينجفورد بأوكسفوردشير.